# José Duno
José Ricardo Duno (San Félix, 19 de março de 1977) é um ex-futebolista venezuelano, que atuava como meia. 

## Carreira
Integrou a Seleção Venezuelana de Futebol na Copa América de 1999, tendo, ao todo, disputado doze partidas pela Seleção Venezuelana de Futebol.

## Vida Pessoal
Apesar de ter o mesmo sobrenome, José Ricardo não tem nenhum parentesco com a automobilista Milka Duno.